# Trần Phú, Hà Tĩnh
Trần Phú là một phường thuộc tỉnh Hà Tĩnh, Việt Nam. Phường được hình thành trên cơ sở sáp nhập các phường Thạch Trung, Đồng Môn, Thạch Hạ và xã Hộ Độ của thành phố Hà Tĩnh cũ trong đợt Sáp nhập tỉnh thành Việt Nam 2025.

## Hành chính và tên gọi
Phường Trần Phú được thành lập theo Nghị quyết số 1665/NQ-UBTVQH15 của Ủy ban Thường vụ Quốc hội Việt Nam, ban hành ngày 16 tháng 6 năm 2025. Theo đó, sắp xếp toàn bộ diện tích tự nhiên, quy mô dân số của các  phường Thạch Trung, Đồng Môn, Thạch Hạ và xã Hộ Độ của thành phố Hà Tĩnh cũ thành phường mới có tên phường Trần Phú.
Phường Trần Phú có diện tích 29,50 km2, quy mô dân số 38.404 người. Địa điểm đặt trụ sở đơn vị hành chính mới ở ủy ban nhân dân phường Thạch Hạ cũ. Phía Bắc giáp xã Mai Phụ, phía Đông giáp xã Thạch Khê, phía Tây giáp xã Thạch Hà, phía Nam giáp phường Thành Sen.